# تونالیا (آریزونا)
تونالیا (به انگلیسی: Tonalea) یک منطقهٔ مسکونی در ایالات متحده آمریکا است که در شهرستان کاکانینو، آریزونا واقع شده‌است. تونالیا ۲۵٫۷۲ کیلومتر مربع مساحت و ۱٬۳۸۰ نفر جمعیت دارد و ۱٬۷۲۲ متر بالاتر از سطح دریا واقع شده‌است.